# Pernille Nedergaard
Pernille Elling Nedergaard (Copenhague, 5 de diciembre de 1967) es una deportista danesa que compitió en bádminton, en la modalidad individual.
Ganó tres medallas en el Campeonato Europeo de Bádminton entre los años 1990 y 1994.

## Palmarés internacional
| Campeonato Europeo | Campeonato Europeo       | Campeonato Europeo | Campeonato Europeo |
| Año                | Lugar                    | Medalla            | Prueba             |
| ------------------ | ------------------------ | ------------------ | ------------------ |
| 1990               | Moscú (URSS)             | Medalla de oro     | Individual         |
| 1992               | Glasgow (Reino Unido)    | Medalla de oro     | Individual         |
| 1994               | Den Bosch (Países Bajos) | Medalla de bronce  | Individual         |